# Саледінов Фікрет Усеїнович
Фікрет Усеїновіч Саледінов (крим. Fikret Üsein oğlu Saledinov, Фикрет Усеин огълу Салединов; 12 липня 1926, Ескі-Елі, Бахчисарайський район — 2 січня 2006, Новоолексіївка, Херсонська область) — кримськотатарський композитор, музичний виконавець, музичний педагог, поет, майстер скрипок.

## Біографія

### Дитинство
Фікрет Усеїнович Саледінов народився 12 липня 1926 року в селищі Ескі-Елі (нині село Вишневе). Його батько був головою радгоспу, мати — домогосподарка. Батьки помітили в ньому, що з 3 років любить їхній син музику, на консервній банці відстукував певні ритми (їх це дуже дивувало і тішило). До 11 років сам собі змайстрував скрипку з фанери, струни з телефонних проводів, а смичок з кінського хвоста. Самоучок, самородок. Помічниками були для нього книги-самовчителі гри на скрипці. Маленьким хлопчиком його запрошували на різні урочистості, де він грав один. Народ дуже полюбив маленького музиканта. Рідний дядько Абляким Ільмій Аріф ог'лу з радістю подарував йому скрипку. Закінчив 7 класів середньої школи.

### Війна та депортація
Під час окупації у Криму німці почали вивозити молодих дівчат та хлопців до Німеччини на роботи. Фікрет працював у Osterreich Neider Donom st. Amstetten Holzfabrik, fabricant - Orfer wiser. Там він зустрів свою майбутню дружину Мухтеремову Себію, яка працювала в Osterreich Stads Foizberg Obendorfs glakfabrik.
Після повернення з Австрії, на батьківщину вони не потрапили, оскільки на них чекала депортація в Узбекистан — місто Самарканд. З 1946—1955 років працює на заводі «Червоний двигун» — пакувальником, шліфувальником, заточником. Одночасно виступає перед робітниками на сцені, граючи на скрипці. У 1955 їде до Ташкенту, де працює в Ташкентському інструментальному заводі тимчасово різноробочим. У 1956 році повертається до Самарканда і знову влаштовується заточником на завод «Червоний двигун».

### Початок творчого шляху
12 березня 1957 року проходив конкурс, де брало участь 98 осіб, які прибули з різних пунктів Узбекистану - в ансамбль «Хайтарма». В результаті прослуховування та перегляду артистів ухвалили: музиканта Саледінова Фікрета зарахувати до Узгосестраду як музиканта-виконавця першої скрипки кримськотатарського ансамблю. Починається гастрольне життя містами.
З 1958 по 1980 рік працював в 3 музичних школах міста Маргелана та Фергани. Вів на добровільних засадах 2 оркестри, налаштовував фортепіано у ДМШ та у людей вдома, майстрував із сосни та червоного дерева 50 скрипок (знав усі секрети варення клею) та смичків ручної роботи у своїй майстерні, а також реставрував скрипки у людей. Грав весілля з двома старшими синами (всі діти Фікрета — музичні виконавці).
В 1959 році вступає до Ферганського музичного училища, 1961 року закінчує за два роки. Тут же вступає до Ташкентської консерваторії. У серпні 1961 року розписується з дружиною Себією, яка стала Саледіновою (маючи 8 дітей).

### Переїзд ближче до Криму
З 1980 року переїжджає із сім'єю до смт.  Новоолексіївка Генічеського району Херсонської області (Україна). На батьківщину так і не зміг потрапити. З 1980 по 2002 рік працював викладачем у дитячих музичних школах міст Красногвардійська (їздив на роботу в Крим), Новоолексіївки, Генічеська, Комарово.
Лише у 2001 році правління Кримського республіканського відділення прийняло Фікрета Саледінова до Всеукраїнської музичної спілки асоціації композиторів. Тоді йому виповнилося 75 років.
У 2002 році переніс інсульт, зникла пам'ять на письмову та нотну грамоти, оскільки перепрацював (намагався кожну партію голосів із партитур для оркестрів писати вручну, без нотографії).

## Творчість
Всі своїми творами в основному склав у місті Маргелан. Його творчий багаж складають фортепіанні, вокальні, інструментальні та скрипкові твори, твори для ансамблів скрипалів та для симфонічних оркестрів, для дитячих садків, дитячих музичних шкіл, музичних училищ тощо. Усього налічується понад 400 творів. Також написав 50 віршів рідною мовою.

## Відродження творчої спадщини
Дочка Ельміра дає батькові слово опублікувати його твори, організувати творчий вечір. У 2005 році виходить його перший твір — «Соната g-moll для скрипки и фортепиано», яка у 2008 році була вже виконана на Віденській сцені в Австрії. Дочка Ельміра дарує йому на день народження 1000 екземплярів сонати та у Фікрета Саледінова від радості повертається пам'ять на нотну та письмову грамоти.
22 грудня 2005 року дочка Ельміра організувала творчий вечір батькові у м. Сімферополі та одночасно видала ще 9 збірок його творів. Після творчого вечора приїхавши додому, Фікрет взяв чистий аркуш нотного паперу і на одному подиху почав складати нові твори. На жаль, не дописав, бо через 10 днів 2 січня 2006 року перестало битися його серце.
1 квітня 2006 року (через 3 місяці) дочка Ельміра організувала другий творчий вечір у місті Москві на згадку про композитора Фікрета Саледінова, де ведучою була вона сама і розповідала про його творчий і життєвий шлях.
7 липня 2009 року дочка Ельміра стала правовласником творчості свого батька.
18 вересня 2009 стала членом Російського авторського товариства (РАО). Уклала договір та зареєструвала всі твори Фікрета Саледінова.
25 серпня 2011 року в Татарському академічному державному театрі опери та балету імені Муси Джаліля, в місті Казань, камерний оркестр «Віртуози Москви», диригент Володимир Співаков, виконав твір Фікрета Саледінова — Вальс «Мелевше» в одному ряду зі світовими класичними композиторами.
16 січня 2017 року пройшов Гала-концерт «Эй, Гузель Къырым!» у Московському Міжнародному домі Музики. Перша частина була присвячена творчості Фікрета Саледінова, підготовку виконано дочкою Ельмірою (сценарій, відеоролики, репетиція з оркестром, надання виданих творів) за підтримки Московської громади кримських татар та компанії «Дилявер». Великий симфонічний оркестр Москви «Російська філармонія» (диригент Юрій Ткаченко) виконав 7 творів Фікрета Саледінова: Вальс «Мелевше», «Агъыр ава ве Хайтарма», «Баар сеслеры», «Яйляда», «Хайтарма Фантазия» прозвучали вперше, хоча були написані 60 років тому («Баар сеслери», «Яйляда», «Ватан асретліги»). Ведучою вечора була онука композитора - Мамбетова Ельвіна.